# 王融
王 融（おう ゆう、467年 - 493年）は、南朝斉の政治家・文学者。字は元長。本貫は琅邪郡臨沂県（現在の山東省臨沂市蘭山区）。六朝時代を代表する名門貴族出身。名門の出身に加えて文才にも優れた。南朝斉の竟陵王蕭子良のもとに集まった文人「竟陵八友」の一人。同じく八友の仲間である沈約・謝朓らとともに「永明体」と呼ばれる詩風を生み出した。

## 生涯
王融は六朝時代の名門の琅邪王氏の出身で、六世の祖に東晋の丞相王導、玄祖父に東晋の中領軍王洽、高祖父に東晋の散騎常侍王珣、曾祖父に南朝宋の司徒王弘、祖父に南朝宋の中書令王僧達を持つなど、その中でも目覚ましい家系の生まれであった。父の王道琰は廬陵内史となり、若くして死去したが、母は琅邪王氏と並び称される陳郡謝氏の一族の謝恵宣（謝恵連の弟）の娘で、子の王融に書や学問を教えた。王融は幼い頃から聡明で、博識で文才があった。おじの王倹は王融を評して「この子が40になれば、名声と地位は祖父に並ぶことだろう」と人に語っていたという。
秀才に挙げられ、南朝斉の晋安王蕭子懋の行参軍・竟陵王蕭子良の法曹行参軍・太子舎人を歴任した。王融は父の官位が低かったことから、家の再興を図って、武帝に自分を試しに用いるよう上表し、秘書丞に遷った。王倹が儀同三司を授けられると、王融は詩と書を彼に贈った。王倹はその出来映えに感心し、「（こんなに褒められては）穣侯（魏冄）の印綬をすぐ解くわけにはいかないようだ」と人に語ったという。その後、丹陽丞・中書郎を歴任した。
永明9年（491年）3月3日、武帝が芳林園に行幸して曲水の宴を催し、王融にその序文を書かせたところ、その文章は当時大いに評判となり、北魏にまでも「顔延之の序を上回る名作」という評価が伝わった。永明11年（493年）、北魏の房亮と宋弁が使者として南朝斉にやって来た時、武帝は王融にその接待を命じたが、2人は王融から評判の「曲水詩序」を見せてもらい、司馬相如の「封禅文」に並ぶ作品と評価した。
王融は自分の家柄と才能と常々たのみにし、30歳になる前に宰相の地位に就くことを望んでいた。蕭子良の法曹となったばかりの頃、王僧祐を訪ねたところ、人が王僧祐に「これはどこの若造だ」と聞いたのを耳にして、「私の名声は太陽の如く天下に輝きわたっていて、知らない人間などいないのに、お前はそんなことを聞くのか」と憤然と答えたという。中書郎となった時には「鄧禹は私のことを笑うだろう」と言っていた。功名を求め、しばしば武帝に上書しては、軍事や政治の重大事について意見を述べた。竟陵王蕭子良は配下の文人で王融を特に寵愛し、北魏が軍を動かした時には、彼を寧朔将軍・軍主に任じた。
永明11年（493年）7月、武帝が危篤状態に陥った時、たまたま蕭子良は宮殿内にいて、皇太孫の蕭昭業（後の鬱林王）はまだ参上していなかった。王融は中書省の入口で東宮の儀仗を妨げ、詔勅を偽造して蕭子良を皇帝に擁立しようと図った。しかし武帝が意識を取り戻し、また蕭子良には政務を執る意思はなく、このため朝廷の一切は西昌侯蕭鸞（後の明帝）に委ねられることになった。間もなく武帝は死去したが、王融はなおも蕭子良の兵を率いて宮中の門を塞ぎ、蕭鸞の参内を阻もうとした。蕭鸞はこれを排して宮中に入り、皇太孫を殿内に奉じる一方、配下に命じて蕭子良を助け出させた。王融は自らの計画が失敗したことを知り、歎息して「公が私を誤らせたのだ」と言った。蕭昭業はこのことで王融を深く怨み、即位して10日余りで王融を獄に下した。王融が逮捕されると多くの友人や部下たちが獄に面会に行き、行列ができるほどであった。王融は蕭子良に救いを求めたが、蕭子良は恐れて救い出せなかった。詔勅によって王融は自殺を命じられた。享年27。死に臨んで王融は「もし老母のためを思わなかったら、きっと一言（帝が東宮だった頃の過失を）指摘してやったものを」と言ったという。

## 文学
前述の「三月三日曲水詩序」など、散文に優れた作品を残し、当時の名声は非常に高かった。
詩の分野では、沈約・謝朓らとともに詩の韻律・形式面を重視した「永明体」の提唱者である。南朝梁の鍾嶸の『詩品』序によると、王融はかつて鍾嶸に声律の理論の重要性を語ったことがあり、彼の主張に共鳴した沈約・謝朓の2人がそれを継承したとする。ただし、王融の実際の詩に対する評価は同時代から必ずしも高くない。鍾嶸は王融を沈約・謝朓らの1ランク下の下品に評し、「詞は美しく英浄なるも、五言の作に至りては、尺にも短き所有るに幾し。譬えば応変の将略は、武侯の長ずる所に非ざるも、未だ以て臥龍を貶するに足らざるがごとし」と文章は美しいが五言詩には巧みでなかったと断じているほか、序文では「近ごろ任昉・王元長等は詞に奇を貴ばず、競いて新事を須（もち）う」と、その典故を多用する姿勢を批判している。また昭明太子蕭統の編纂した『文選』でも、沈約・謝朓らの詩が比較的多数採録されているのに対し（沈約は13首、謝朓は21首）、王融の詩は1首も採録されていない。

## 参考資料
- 『南斉書』巻47 列伝第28
- 『南史』巻21 列伝第11
- 『六朝詩人伝』興膳宏編訳、大修館書店、2001年
- 『詩品』興膳宏訳（『文学論集 中国文明選13』所収）朝日新聞社、1972年